# Bistum Chartres
Das Bistum Chartres (lateinisch Dioecesis Carnutensis, französisch Diocèse de Chartres) ist eine in Frankreich gelegene römisch-katholische Diözese mit Sitz in Chartres.

## Geschichte
Das Bistum Chartres wurde im 3. Jahrhundert errichtet und dem Erzbistum Sens als Suffraganbistum unterstellt. Am 20. Oktober 1622 wurde das Bistum Chartres dem Erzbistum Paris als Suffraganbistum unterstellt. Das Bistum Chartres gab am 25. Juni 1697 Teile seines Territoriums zur Gründung des Bistums Blois ab. Am 29. November 1801 wurde das Bistum Chartres aufgelöst und das Gebiet wurde dem Bistum Versailles angegliedert. Das Bistum Chartres wurde am 6. Oktober 1822 durch Papst Pius VII. mit der Apostolischen Konstitution Paternae charitatis erneut errichtet. Am 16. Dezember 2002 wurde das Bistum Chartres dem Erzbistum Tours als Suffraganbistum unterstellt.

## Weblinks

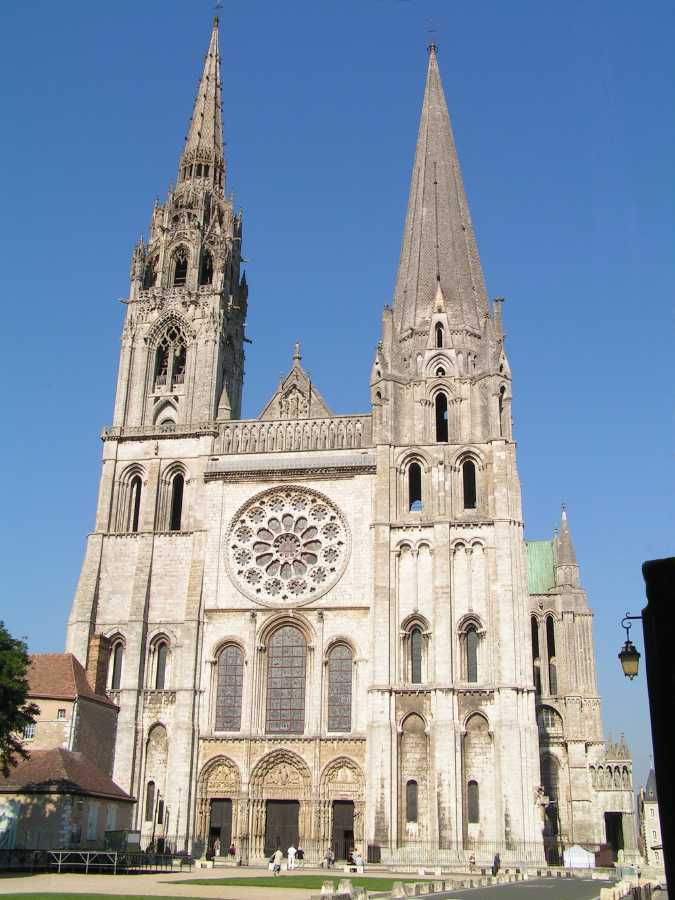
Kathedrale Notre-Dame in Chartres